# Simone Jollivet
Pour les articles homonymes, voir Jollivet.
Simone Jollivet dite Simone-Camille Sans, née à Albi le 30 juin 1903 et morte à Paris le 12 janvier 1968, est une comédienne, metteur en scène et autrice de théâtre française.

## Biographie
Elle fut l'assistante et la compagne de Charles Dullin et la maîtresse de Jean-Paul Sartre. Des lettres que lui écrivit Sartre ont été publiées dans Lettres au Castor et à quelques autres (elle y porte le surnom de "Toulouse"). Elle apparaît également sous le pseudonyme de "Camille" dans les livres de Simone de Beauvoir.
Elle joua dans diverses pièces de théâtre et un petit rôle au cinéma dans Les Quatre Cents Coups de François Truffaut.
Elle écrivit, sous le nom de Simone-Camille Sans, la tragédie en 2 actes, L'Ombre, représentée au Théâtre de l'Atelier, le 26 janvier 1932. Elle est également l'autrice de la pièce en 3 actes, et 10 tableaux, intitulée La Princesse des Ursins, jouée au Théâtre de la Cité, à Paris, le 16 janvier 1942.
Le Fonds Charles Dullin conservé à la Bibliothèque Nationale de France comporte une partie des archives de Simone Jollivet.